# Spațiu unidimensional

Axa numerelor

În fizică și matematică o secvență de n numere poate specifica o poziție în spațiul n-dimensional. Când n = 1, mulțimea tuturor acestor poziții se numește spațiu unidimensional. Un exemplu de spațiu unidimensional este axa numerelor, unde poziția fiecărui punct de pe acesta poate fi descrisă printr-un singur număr.
În geometria algebrică există mai multe structuri care din punct de vedere tehnic sunt spații unidimensionale, dar la care se face referire în alți termeni. Un corp k este un spațiu vectorial unidimensional peste el însuși. Similar, dreapta proiectivă peste k este un spațiu unidimensional. În special, dacă k = ℂ, numerele complexe, atunci dreapta proiectivă complexă P1(ℂ) este unidimensională în raport cu ℂ, chiar dacă este cunoscută și sub numele de sfera Riemann.
În general, un inel este un modul⁠(d) de lungime⁠(d) unu peste el însuși. Similar, dreapta proiectivă peste un inel⁠(d) este un spațiu unidimensional peste inel. În cazul în care inelul este o algebră peste un corp aceste spații sunt unidimensionale în raport cu algebra, chiar dacă algebra este de dimensionalitate mai mare.

## Hipersferă
O hipersferă unidimensională este o pereche de puncte, uneori numită 0-sferă deoarece suprafața sa este zerodimensională. Lungimea sa este
{\displaystyle L=2r}
unde {\displaystyle r} este raza.

## Sisteme de coordonate în spațiul unidimensional
Unul dintre sistemele de coordonate unidimensionale este axa numerelor.

## Aplicații
Spațiile unidimensionale sunt utile pentru simplificarea modelelor matematice ale lumii fizice. Diverse fenomene au o formalizare mai simplă într-un spațiu unidimensional, fără a pierde esența fenomenului studiat. Un exemplu este propagarea unui câmp electromagnetic de-a lungul unui domeniu unidimensional.